# Les Crozets
Les Crozets is een gemeente in het Franse departement Jura (regio Bourgogne-Franche-Comté) en telt 209 inwoners (2005). De plaats maakt deel uit van het arrondissement Saint-Claude.

## Geografie
De oppervlakte van Les Crozets bedraagt 7,5 km², de bevolkingsdichtheid is 27,9 inwoners per km².

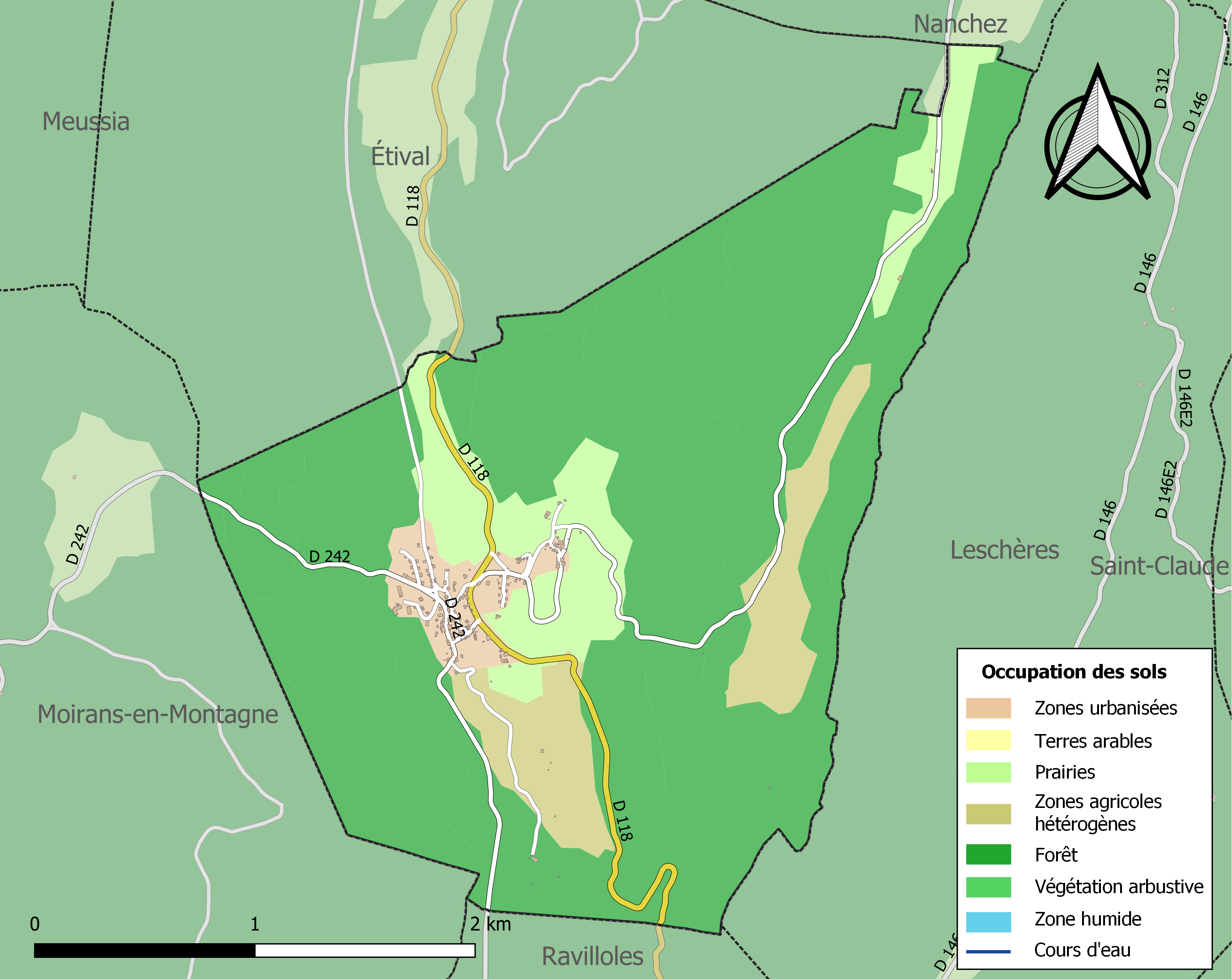
Kaart van de gemeente met de belangrijkste infrastructuur, bodemgebruik en omliggende gemeenten

## Demografie
Onderstaande figuur toont het verloop van het inwonertal (bron: INSEE-tellingen).